# 瑪麗亞·萊蒂西亞·拉莫利諾
瑪麗亞·萊蒂西亞·拉莫利諾（Nobile Maria Letizia Buonaparte née Ramolino；Marie-Lætitia Ramolino, Madame Mère de l'Empereur，1750年8月24日－1836年2月2日），拿破崙·波拿巴之母。出生於科西嘉島的阿雅克肖，喬凡尼·傑諾尼莫·拉莫利諾（Giovanni Geronimo Ramolino，1723年4月13日－1755年）與安潔拉·瑪麗亞·皮特拉散塔（Angela Maria Pietrasanta，1725年－1790年）之女。父親喬凡尼·傑諾尼莫·拉莫利諾是熱那亞共和國軍隊的步兵與騎士團團長。拉莫利諾家的遠房表親是熱那亞共和國低階貴族。萊蒂西亞並沒有受過正式的教育。
 她是拿破仑一世的母亲，也是拿破仑三世的祖母欧仁·德·博阿雷纳的养祖母。
1764年6月，萊蒂西亞13歲時，她嫁給阿雅克肖的律師卡洛·波拿巴，兩人共生下13名子女，但只有八個長大成人。後來這些孩子都因為拿破崙稱帝，大多都被冊封為國王。以下依照時間順序列出她與卡洛·波拿巴所生的13個子女。

- 拿破崙·波拿巴（Napoléon Bonaparte，1764年或1765年–1765年8月17日）
- 瑪麗亞·安娜·波拿巴（Maria Anna Buonaparte，1767年1月3日–1768年1月1日)
- 約瑟夫·波拿巴（Joseph Bonaparte，1768年1月7日–1844年7月28日，那不勒斯與西西里、西班牙與印度國王。他在1794年8月1日娶瑪麗·茱麗·克拉利（Marie Julie Clary）為妻。
- 拿破崙·波拿巴（Napoléon Bonaparte，1769年8月15日–1821年5月5日），法蘭西帝國皇帝。與夭折的兄長同名。1796年3月9日娶約瑟芬·德博阿爾內為妻，兩人於1810年1月10日離婚。1810年4月1日娶奧地利帝國公主瑪麗·路易莎為妻。
- 瑪麗亞·安娜·波拿巴（Maria Anna Bonaparte，1770），以早夭的姊姊為名。
- 瑪麗亞·安娜·波拿巴（Maria Anna Bonaparte，1771年7月14日–1771年11月23日），以早夭的姊姊為名。
- 一個兒子胎死腹中。
- 呂西安·波拿巴（Lucien Bonaparte， 1775年3月21日–1840年6月29日），卡尼諾與慕西那諾王子，1794年3月4日與克莉斯汀·波以爾（Christine Boyer）結婚。1803年10月26日再婚，對象是亞歷山德琳·迪·布列杉普（Alexandrine de Bleschamp），為希波里特·約伯松（Hippolyte Jouberthon）的遺孀、知名的約伯松夫人。
- 埃莉薩·波拿巴（Élisa Bonaparte, 1777年1月13日-1820年8月7日），托斯卡尼女大公，1797年3月5日與路加王子菲利斯·帕斯誇萊·巴希奧奇（Felice Pasquale Baciocchi）結婚。
- 路易·波拿巴（Louis Bonaparte，1779年9月2日-1844年7月25日），荷蘭國王，1802年1月4日與奧坦絲·德·博阿爾內結婚。
- 保琳·波拿巴（Pauline Bonaparte，1780年10月20日-1825年6月9日），瓜斯塔拉公主、公爵夫人，1797年5月5日與維克托-艾曼紐爾·列克勒克（Victor-Emmanuel Leclerc）結婚。1803年8月28日再婚，對象是第六代蘇爾莫納親王卡米洛·博爾蓋塞（英语：Camillo Borghese， 6th Prince of Sulmona）。
- 卡洛琳·波拿巴（Caroline Bonaparte，1782年3月24日-1839年5月18日），貝爾格大公國大公夫人，若阿尚·繆拉妻子、那不勒斯皇后。
- 熱羅姆·波拿巴（Jérôme Bonaparte， 1784年11月15日-1860年6月24日），威斯伐倫王國國王，1803年12月24日與伊莉莎白·帕特森（Elizabeth Patterson）結婚，1807年8月22日再婚，對象是符騰堡公主卡薩琳娜（Catharina）。